# Sainte-Opportune-la-Mare
Sainte-Opportune-la-Mare ist ein nordfranzösischer Ort und eine aus dem Hauptort sowie mehreren Einzelgehöften (fermes) bestehende Gemeinde mit 429 Einwohnern (Stand: 1. Januar 2022) in der Normandie.

## Lage
Der Ort Sainte-Opportune-la-Mare liegt im Regionalen Naturpark Boucles de la Seine Normande etwa 32 km (Fahrtstrecke) östlich von Honfleur in einer Höhe von ca. 120 m. Auf dem Gemeindegebiet befinden sich zahlreiche Seen (étangs). Das Klima ist in hohem Maße vom Meer geprägt und deshalb frostfrei; Regen (ca. 770 mm/Jahr) fällt verteilt übers ganze Jahr.

## Bevölkerungsentwicklung
| Jahr      | 1800 | 1851 | 1901 | 1954 | 2015 |
| Einwohner | 465  | 405  | 357  | 248  | 445  |

Der leichte Bevölkerungsanstieg seit den 1950er Jahren ist im Wesentlichen auf die relative Nähe zu den Großstädten Rouen und Le Havre zurückzuführen.

## Wirtschaft
Auf den tiefer gelegenen Flächen der Gemeinde spielte traditionell die Viehwirtschaft (Milch, Käse, Fleisch) die Hauptrolle; auf den höher gelegenen Flächen wurden Feldwirtschaft und Obstbaumanbau (Äpfel, Birnen, Kirschen) betrieben. Gemüse wurde in den Hausgärten ausgesät und geerntet.

## Geschichte
Der Ort wurde erstmals im Jahr 1025 urkundlich erwähnt; wenige Jahre später findet die Kirche Erwähnung unter dem Namen Sancte Opportune Exnutriville – sie war also der karolingischen Äbtissin Opportuna von Séez († 770) geweiht. Die im frühen 20. Jahrhundert hinzugefügte Ergänzung la mare geht auf einen hier ansässigen Normannenclan zurück, dessen etymologische Spuren sich auch in England, auf Sizilien sowie in Kampanien, Apulien und Kalabrien nachweisen lassen.

## Sehenswürdigkeiten

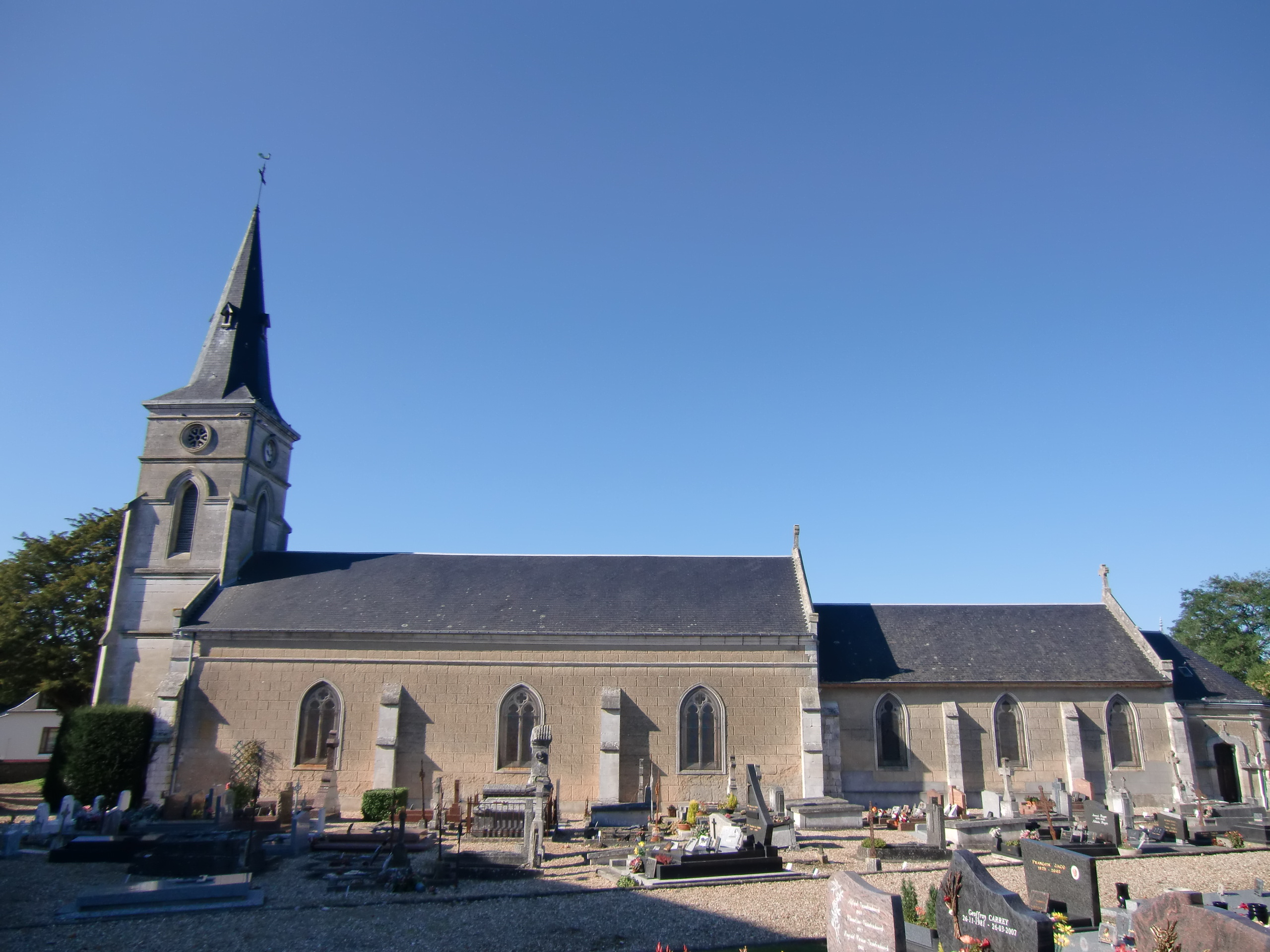
Kirche Sainte-Opportune

- Auf dem Gemeindegebiet stehen noch einige wenige reetgedeckte Fachwerkhäuser oder -scheunen im normannischen Stil.
- Die örtliche Pfarrkirche (Église Sainte-Opportune) ist ein Bau des 19. Jahrhunderts; sie steht inmitten des Kirchhofs. Wahrscheinlich wurde zuvor ein zu klein oder baufällig gewordener mittelalterlicher Vorgängerbau abgerissen.
- Das Musée Maison de La Pomme et Forge ist in der alten Dorfschmiede untergebracht und bietet Einblicke in die Techniken und die Tradition des Apfelanbaus.

## Fest
Am ersten Sonntag im Oktober findet das Fête de la Pomme statt.

## Gemeindepartnerschaft
Mit der belgischen Ortschaft Chapelle-à-Wattines in der Gemeinde Tournai (Wallonien) besteht eine Partnerschaft. 